# Faragó Sándor (író)
Faragó Sándor, 1905-ig Frankfurter (Budapest, Terézváros, 1899. május 16. – Stockholm, 1958. január) író, hírlapíró. Nagybátyjai Faragó Jenő író, újságíró és Faragó Géza festő, grafikus. Testvére Faragó György Dezső forgatókönyvíró.

## Életútja
Frankfurter Alfréd (1870–1922) magánhivatalnok és Stein Adél (1875–1943) fia. Krónika címmel hetilapot indított, majd a Színházi Világnak lett munkatársa. 1921-ben, huszonegy éves korában Somlár Zsigmonddal és Imre Sándorral megalapította az Uj Színház című irodalmi színházat. A három színházi forradalmár a városligeti Feld-színházat bérelte ki és Gerhard Hauptmann Téli balladáját mutatta be. A színház három hónapig élt. A kísérlet bukása után Faragó külföldre ment és bejárta a nagyobb európai városokat. Sokat nyomorgott. Volt filmstatiszta, segédoperatőr, kórista, ügynök és színész. Mindent megpróbált. Végül 1922-ben egy pozsonyi újságnál kapott állást. Itt mint segédszerkesztő működött, humoros írásaival tűnt fel. Innen a Kassai Naplóhoz hívták szerkesztőnek. 1926-tól ismét Budapesten élt, ahol Nagy Endre hozta ki első kabarédarabját és ezután tizenkét kabarédarabja került színre különböző színpadokon. 1928. október 5-én az Új Színház bemutatta a Bérkaszárnya című ötfelvonásos tragikomédiáját, nagy sikerrel. Új lány a kasszában című drámáját is műsorra tűzték. A második világháború kitörésekor családjával elmenekült Magyarországról és Svédországban telepedett le.

## Főbb elbeszélő művei
- Kannibál próféta (regény, Pozsony, 1924)
- Jószagú Kelemen császár (szatirikus regény, Kassa, 1926)
- Széplábú Anna (regény, 1928)
- Hárman a hó alatt, kisregény, 1933, 63 oldal, Gong 41.

## A Világvárosi Regények sorozatban megjelent kisregényei (1932-1937)
- Halott a volánnál, 9. szám, 1932
- 200.000 pengő, 14. szám, 1932
- A kék Rolls-Royce, 20. szám, 1932
- A kutyás ember, 37. szám, 1932
- Wallenstein koponyája, 50. szám, 1933
- A cárnő napernyője, 125. szám, 1934
- Miksa herceg megszületik, 225. szám, 1935
- A borotva, 235. szám, 1935
- Linch, 291. szám, 1936
- Mary és a gengszterek, 298. szám, 1936
- Az ellopott szerelem, 307. szám, 1936
- Az első éjszaka, 317. szám, 1936
- A fekete ember, 330. szám, 1936
- A házasságközvetítő, 342. szám, 1936
- Kati, 374. szám, 1937
- La Carmencita, 391. szám, 1937
- A sánta kutya, 405. szám, 1937
- Ördögsziget, 413. szám, 1937

## Fordítása
- A katona története, zenés játék 1 felvonásban. Szövegét írta: F. C. Ramaz. Fordította: Kristóf Károly társaságában, zenéjét szerezte: Stravinszky Igor; bem. 1929. március 28. Városi Színház